# سسنا ۴۰۲
سسنا ۴۰۲ (به انگلیسی: Cessna 402) یک هواگرد ساختِ کارخانهٔ سسنا در کشور ایالات متحده آمریکا است که در سال ۱۹۶۶-۱۹۸۵ ساخته شد. این هواگرد برای نخستین بار در ۲۶ اوت ۱۹۶۵ میلادی مورد استفاده قرار گرفت.